# Карагандинская ГРЭС-2
Караганди́нская ГРЭС-2 — электростанция национального значения. Расположена в трёх километрах от посёлка Топар Карагандинской области Казахстана. Входит в состав ТОО «Казахмыс Энерджи», объединяющего энергетические активы корпорации «Казахмыс» и является её крупнейшим генерирующим предприятием. Выработанная ГРЭС-2 электроэнергия идёт на покрытие электрических нагрузок предприятий компании в Карагандинском, Жезказганском и Балхашском регионах. Избыток электроэнергии продается на оптовом рынке Казахстана. Входит в Северную зону Единой энергетической системы Казахстана.

## История
Земли под строительство Карагандинской ГРЭС-2 были выделены в сентябре 1949 года решением Облисполкома Карагандинской области. Задание на проектирование новой электростанции было утверждено приказом министра энергетики СССР 19 января 1953 года. Первый камень в основание Карагандинской ГРЭС-2 был заложен 16 марта 1954 года, при которой также было начато строительство посёлка Топар. Первая очередь электростанции была введена в эксплуатацию 12 июня 1962 года пуском первого турбогенератора. Последний генератор был введён в эксплуатацию в сентябре 1968 года. ГРЭС-2 стала первой электростанцией в Казахстане на которой были установлены турбины мощностью по 100 МВт. Проектная мощность — 700 МВт.

## Оборудование
Состав основного оборудования электростанции:
- 7 паровых турбин;
- 16 паровых энергетических котлов.

## Награды
- 1976 год — Постановлением ЦК Компартии Казахстана, Президиума Верховного Совета и Совета Министров Казахской ССР Карагандинская ГРЭС-2 занесена в Золотую книгу почета Казахской ССР.
- За достижение высоких показателей в работе коллектив Карагандинской ГРЭС-2 16 раз подряд заносился на Областную Доску почета[4].

## Собственники
В советское время находилась в государственной собственности. С распадом СССР перешла в государственное владение Республики Казахстан. В 1996 году Постановлением Правительства от 03.10.1996 № 1222 «О Приватизации Имущественного Комплекса КАРАГАНДИНСКОЙ ГРЭС-2» был проведён закрытый инвестиционный тендер по продаже имущественного комплекса Карагандинской ГРЭС-2 в частную собственность. Сегодня станция находится в собственности компании «Казахмыс».